# نادي كيان طهران
نادي كيان طهران لكرة القدم (بالفارسية: باشگاه فوتبال کیان تهران) ، هي نادي رياضي إيراني لكرة القدم، أسست في عقد الخمسينات من القرن العشرين (عقد 1950) ، وكانت مقرها في طهران ، أعلن حل النادي عام 1989م، وكان أشهر المدربين الإيرانيين صدري مير عمادي.

## مصدر
1. ↑  "روزنامه اعتماد86/2/20: داستان تيم هاي يک شبه در فوتبال ايران". Magiran.com. مؤرشف من الأصل في 2013-11-10. اطلع عليه بتاريخ 2013-11-10.